# 小宮山友祐
小宮山 友祐（こみやま ゆうすけ、1979年12月22日 - ）は、神奈川県出身のフットサル選手・フットサル指導者。2020年からバルドラール浦安監督。元フットサル日本代表主将。
闘志を前面にむき出すディフェンスが特徴。

## 来歴
小学1年生でサッカーを始め、高校3年時にフットサルと出会う。駒澤大学卒業後はプレーの傍ら、2007年3月まで東京文理学院高等部で日本史の教師を4年間務めた。同年のFリーグ開幕後はフットサルに専念。2004年、2008年、2012年のFIFAフットサルワールドカップ日本代表に選出された。日本代表の世代交代を図るため、日本代表監督のミゲル・ロドリゴから、2012年のW杯を最後に木暮賢一郎ともども日本代表には選出しないことを告げられ、代表を引退した。代表引退後2016−2017シーズンまでバルドラール浦安でプレーし、2017年３月現役引退。

## 所属クラブ

### サッカー
- 1986年-1992年 橋本サッカークラブ
- 1992年-1995年 相模原市立相原中学校
- 1996年-1998年 駒澤大学高等学校
- 1998年-2002年 駒澤大学

### フットサル
- 1999年-2000年 FC FUN
- 2000年-2006年 FIRE FOX
- 2007年-2016年 バルドラール浦安

## 指導クラブ
- 2017年-2020年 バルドラール浦安 アシスタントコーチ
- 2020年- バルドラール浦安 監督